# 愛隆會議
愛隆會議（英語：Council of Elrond）是托爾金奇幻小說《魔戒》裡所敘述的一場重要會議。於第三紀元3018年在瑞文戴爾招開，由半精靈愛隆主持，集合中土大陸各自由子民的代表，以決定該如何處置索倫的至尊魔戒；進行銷毀魔戒任務的九人魔戒遠征隊就在這場會議中組成。

## 過程
第三紀元3018年10月25日愛隆會議於瑞文戴爾的大廳內招開。來自中土大陸各個民族的代表都參與了這場會議，他們都因為不同的原因而相繼來到瑞文戴爾。除瑞文戴爾之主愛隆外，其他參與者尚有：
- 葛羅芬戴爾，瑞文戴爾的一位高貴而強大的精靈。
- 伊瑞斯特，瑞文戴爾長老們的領袖。
- 加爾多，來自灰港岸的精靈，為瑟丹派來的使者。
- 勒苟拉斯，被其父瑟蘭督伊派來傳達咕嚕逃脫的消息。
- 金靂與葛羅音父子，他們奉丹恩之命來瑞文戴爾尋找有關巴林的訊息。
- 亞拉岡，亞拉松二世之子，為埃西鐸的繼承人。
- 波羅莫，剛鐸攝政王迪耐瑟二世之子，為了尋找夢中預言的含義而前往瑞文戴爾。
- 比爾博與佛羅多·巴金斯，來自夏爾的兩名哈比人，魔戒持有者。
- 灰袍甘道夫，聖白議會的巫師。

此外佛羅多的園丁山姆·詹吉也躲在一處偷聽了會議的過程。愛隆的兩名兒子由於出外偵查黑騎士蹤跡的緣故而於會議上缺席。
在會議上眾人經過長時間的討論，決定了至尊魔戒必須得被摧毀，並組建了九人的遠征隊伍，任務為協助魔戒持有者佛羅多前往末日火山毀滅魔戒。想利用魔戒力量來幫助自己祖國贏得戰爭的波羅莫最初反對這個決定，但在其他與會成員指出了魔戒腐化人心的邪惡力量後，他也不得不服從了會議的決定。
在愛隆會議結束的兩個月後，魔戒遠征隊離開瑞文戴爾，正式開始了前往末日火山的旅途。

## 相關改編
1978年的動畫版本《魔戒》裡的愛隆會議，一些出場人物如葛羅芬戴爾、伊瑞斯特、加爾多和葛羅音等都被省略掉。
在彼得·傑克森執導的電影版本《魔戒首部曲：魔戒現身》裡，愛隆會議的一些細節與原著亦略有差異，如：參與者之間爆發激烈的爭吵、金靂試圖用斧頭摧毀魔戒、梅里與皮聘也偷聽了整場會議等。而其中一名與會的精靈在電影上映後意外走紅，還被影迷們命名為「菲格威特」。
此外，美國科幻電影《絕地救援》中NASA救援小組的秘密會議被定名為「愛隆會議」，就是影射《魔戒》中的愛隆會議。